# روبي ستيفنسون
روبي ستيفنسون (بالإنجليزية: Robby Stevenson)‏ هو لاعب كرة قدم أمريكية أمريكي، ولد في 7 فبراير 1976 في برادنتون في الولايات المتحدة.